# Åke Wedin
Åke Wedin, född 27 juli 1936 i Arvika, död 22 december 2007 i Torsby, var en svensk historiker och arkivarie.
Wedin disputerade vid Göteborgs universitet vid 29 års ålder med en avhandling om Inkariket. Han var under sina studieår aktiv i och 1960-1961 ordförande för Göteborgs socialdemokratiska högskoleförening. Wedin var mellan 1966 och 1971 chef för Arbetarrörelsens arkiv i Stockholm. Han spelade också en aktiv roll i skapandet av lokala och regionala folkrörelsearkiv runt om i landet. Åke Wedin arbetade även med biståndsfrågor med fokus på Latinamerika för bland annat LO och TCO. Som gymnasielärare på Rudbecksskolan i Örebro undervisade han i historia och samhällskunskap, och han har även undervisat på Högskolan i Karlstad. Han arbetade vid Stockholms universitet 1993–1994.
Tillsammans med hustrun Ingrid Wedin drev han bokförlaget Cruz Del Sur, som ger ut böcker om Latinamerika och dess historia, biståndsarbete och migrationspolitik. Under senare år blev han känd för sin kritik mot svensk invandringspolitik, som han ansåg var ett ineffektivt sätt att hjälpa människor.